# Monumentenpark
Het Monumentenpark is een herdenkingsplaats die werd ingericht op de voormalige begraafplaats naast de Onze-Lieve-Vrouw-Geboortekerk in Oostham in de Belgische provincie Limburg.
Het Monumentenpark werd ingehuldigd op 19 september 2004. Hierin werden alle oorlogsmonumenten bijeengebracht die reeds in de fusiegemeente Ham aanwezig waren. Ook zijn er enkele monumenten uit de collectie van het Koninklijk Museum van het Leger en de Krijgsgeschiedenis tentoongesteld.

## Monumenten uit Ham
- De monumenten voor de slachtoffers uit de Eerste en Tweede Wereldoorlog, uit Kwaadmechelen respectievelijk Oostham.
- De Treurende Weduwe is een monument uit 1999. Het herinnert aan de slachtoffers die zijn gevallen van 11-14 mei 1940, toen de Duitse invallers, oprukkend vanuit Leopoldsburg, bij Kwaadmechelen het Albertkanaal trachtten over te steken om in westelijke richting verder te trekken.
- De Bronzen Plaat herinnert eveneens aan deze strijd. Ze werd onder een brug over het Albertkanaal aangebracht in 1951
- Het Monument van de Engelsen herdenkt de Britse troepen die op 6 september 1944 het Albertkanaal bereikten en twee dagen later in Oostham arriveerden. Dit monument werd op 16 september 2000 ingehuldigd.

## Externe bron
- Monumentenpark